# Јекатерина Поистогова
Јекатерина Иванова Поистогова ( рус. Екатери́на Ива́новна Поисто́гова рођ. Завјалова рус. Завьялова; Арзамас, 1. март 1991) је руска атлетичарка, која се специјализовала за трчање на 800 метара. Најпознатија је освајањем бронзане медаље на 800 метара на Олимпијским играма у Лондону 2012. године.
Удата је за колегу атлетичара на средње стазе Степана Поистогова
Први велики успех постигла је на Европском јуниорском првенству 2009. у Новом Саду освајањем трећег места резултатом 2:04,59.
Године 2015. на Европском првенству у дворани 2015. у Прагу заузела је 2. место, али је касније дисквалификована због допинга.

## Значајнији резултати
| Датум | Такмичење                      | Место      | Пласман | Дисциплина | Резултат   |
| ----- | ------------------------------ | ---------- | ------- | ---------- | ---------- |
| 2009  | Европско првенствио за јуниоре | Нови Сад   |         | 800 м      | 2:04,59    |
| 2009  | Европско првенствио за јуниоре | Нови Сад   | 10.     | 1.500 м    |            |
| 2010  | Светско првенствио за јуниоре  | Монктон    | 8.      | 800 м      | 2:05,56    |
| 2012  | Олимпијске игре                | Лондон     |         | 800 м      | 1:57,53 ЛР |
| 2013  | Светско првенство              | Москва     | 5.      | 800 м      | 1:58,05    |
| 2014  | Европско екипно првенство      | Брауншвајг |         | 800 м      | 2:02,65    |
| 2014  | Европско првенство             | Цирих      | 4.      | 800 м      | 1:59,69    |
| 2015  | Европско првенство у дворани   | Праг       | DSQ     | 800 м      | 2:01,99    |

## Лични рекорди
| Дисциплина        | Резултат | Место     | Датум              |
| ----------------- | -------- | --------- | ------------------ |
| 400 м             | 52,96    | Сочи      | 29. мај 2014.      |
| 600 м (дворана)   | 1:28,83  | Омск      | 24. децембар 2011. |
| 800 м             | 1:57,53  | Лондон    | 21. август 2012.   |
| 800 м (дворана)   | 2:00,73  | Москва    | 22. фебруар 2012.  |
| 1.000 м (дворана) | 2:36.97  | Москва    | 3. фебруар 2013.   |
| 1.500 м           | 4:00,11  | Жуковски  | 17. јун 2012.      |
| 1.500 м (дворана) | 4:13,1   | Чељабинск | 14. јануар 2012.   |